# Chotelek Poduchowny
Chotelek Poduchowny – część wsi Chotelek w Polsce, położona w województwie świętokrzyskim, w powiecie buskim, w gminie Busko-Zdrój.
W latach 1975–1998 Chotelek Poduchowny administracyjnie należał do województwa kieleckiego.